# Cidade do Cotabato
Cidade do Cotabato é uma cidade de terceira classe de renda da cidade na província Bangsamoro, nas Filipinas. De acordo com o censo de 1 maio  de  2020 possui uma população de 325 079 pessoas e 63 452 domicílios.